# Isocolon
Het isocolon - van het Griekse ἴσος (ísos), "gelijk" en κῶλον (kôlon), "(lichaams)deel, zin(sdeel) of prosodische eenheid" - is een op verschijnselen als polyptoton en paronomasie gebaseerd stijlmiddel. In zijn algemeenheid betreft het de herhaling binnen een bepaald syntactisch verband van op een bepaalde manier overeenkomende woorden.

## Beschrijving
De isocolon is zeer nauw verwant met het parallellisme, maar geldt op iets lager niveau dan het zinsniveau. Wanneer parallellisme tot op het ritmische vlak doorgetrokken wordt uit zich dit op prosodisch niveau in een streven naar overeenkomende klanken en/of een gelijk aantal lettergrepen in de corresponderende woordgroepen. Het meest kenmerkend is in dit verband de overeenkomst in klemtoon in de afzonderlijke woorden, die bijvoorbeeld steeds op de eerste lettergreep ligt (zie het onderstaande voorbeeld). Op deze manier bepaalt het isocolon onder meer het metrum van zinnen en verzen.
Volgens de taalkundige definitie is een isocolon een opsomming van woorden of woordgroepen met geheel of gedeeltelijk dezelfde grammaticale functie, en bij voorkeur in combinatie met ritmische en/of prosodische symmetrie en/ of overeenkomende sonoriteit. 
Het gebruik van isocolonnen gaat, als gevolg van de nagestreefde overeenkomst in klank tussen de betreffende woorden, zeer vaak gepaard met andere verschijnselen zoals paronymie en alliteratie. Prosonomasie vormt niet de basis voor isocolonnen maar voor parallellismen. Op het semantische vlak speelt met name isotopie een belangrijke rol bij isocolonnen, aangezien het over het algemeen woorden binnen hetzelfde semantische veld betreft.

## Voorbeeld
Een zeer bekend voorbeeld van een isocolon is de uitroep Veni, vidi, vici van Julius Caesar. Hier is zowel sprake van een aantal gelijkluidende klanken in de verschillende woorden (v en i) als van een overeenkomst in het aantal lettergrepen en in grammaticale functie (de gebruikte woorden zijn allemaal werkwoorden en steeds de eerste persoon enkelvoud van het perfectum). Tevens is hier sprake van alliteratie (de v).

## Functies
Isocolonnen vervullen een belangrijke stilistische functie. In de reclame wordt om een effect bij het publiek te bereiken heel vaak een beroep gedaan op isocolonnen. Voorbeelden hiervan zijn slagzinnen als Een beetje van jezelf en een beetje van Maggi, Vakmanschap is meesterschap (Grolsch) of Heerlijk helder Heineken. 
In vrijwel alle literaire genres, maar in het bijzonder de retorica en de poëzie wordt om stilistische redenen op grote schaal gebruikgemaakt van isocolonnen (zie ook versificatie). Maximes zoals die van François de La Rochefoucauld zijn gebaseerd op zaken als symmetrie en chiasme, en daarmee ook op isocolonnen. In andere vormen van kunst zoals muziek zijn verschijnselen waar te nemen die op één lijn kunnen worden getrokken met isocolonnen in de taal, zoals de opeenvolging van gelijke muzieknoten. 
Het analyseren van een gesproken of geschreven tekst - bijvoorbeeld op het gebied van thematische progressie - gebeurt vaak min of meer onbewust aan de hand van isocolonnen.